# Conde de Oxford

Brasão de Armas de Vere: Gules trimestrais e ou, no primeiro trimestre, uma tainha prateada

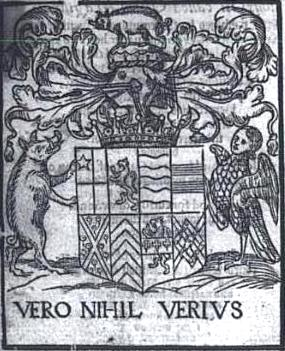
Xilogravura de 1574 mostrando a conquista heráldica de Edward de Vere, 17.º Conde de Oxford, com o lema em canto latino Vero Nihil Verius ("Nada mais verdadeiro que a verdade")

Conde de Oxford é um título dormente no Pariato da Inglaterra, criado pela primeira vez para Aubrey de Vere pela Imperatriz Matilde em 1141. Sua família deteria o título por mais de cinco séculos e meio, até a morte do 20.º Conde em 1703. Os de Vere também foram detentores hereditários do cargo de Master Chamberlain da Inglaterra de 1133 até a morte do 18.º Conde em 1625. Sua sede principal era o Castelo de Hedingham, em Essex, mas eles possuíam terras no sul da Inglaterra e nas Midlands, especialmente no leste da Inglaterra.

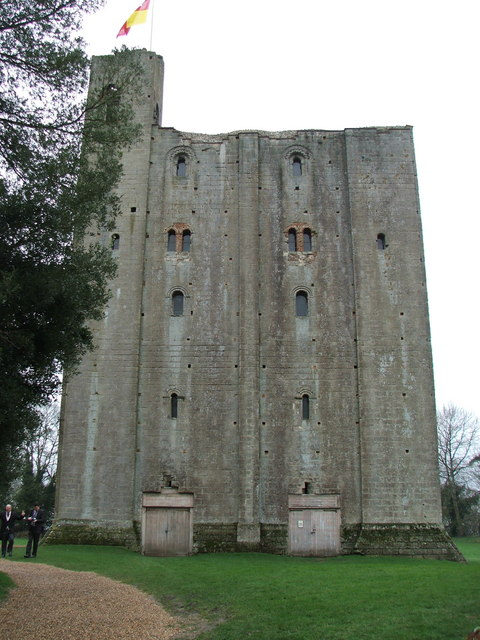
Castelo de Hedingham em Essex, sede principal dos Condes de Oxford.

## Lista de detentores do título
- Aubrey de Vere, 1.º Conde de Oxford, (c. 1115–1194)
- Aubrey de Vere, 2.º Conde de Oxford (c. 1164–1214)
- Robert de Vere, 3.º Conde de Oxford (c. 1173–1221)
- Hugh de Vere, 4.º Conde de Oxford (c. 1208–1263)
- Robert de Vere, 5.º Conde de Oxford (1240–1296) (perdido em 1265, restaurado logo depois)
- Robert de Vere, 6.º Conde de Oxford (1257–1331)
- John de Vere, 7.º Conde de Oxford (1312–1360)
- Thomas de Vere, 8.º Conde de Oxford (1337–1371)
- Robert de Vere, 9.º Conde de Oxford (1362–1392 (titulado Duque da Irlanda em 1386, porém seus títulos foram perdidos em 1388)[2]
- Aubrey de Vere, 10.º Conde de Oxford (1340–1400) (restaurado em 1393)
- Richard de Vere, 11.º Conde de Oxford (1385–1417)
- John de Vere, 12.º Conde de Oxford (1408–1462)
- John de Vere, 13.º Conde de Oxford (1442–1513) (perdido em 1475, restaurado em 1485)
- John de Vere, 14.º Conde de Oxford (1499–1526)
- John de Vere, 15.º Conde de Oxford (1482–1540)
- John de Vere, 16.º Conde de Oxford (1516–1562)
- Edward de Vere, 17.º Conde de Oxford (1550–1604)
- Henry de Vere, 18.º Conde de Oxford (1593–1625)
- Robert de Vere, 19.º Conde de Oxford (1575–1632)
- Aubrey de Vere, 20.º Conde de Oxford (1627–1703) (inativo em 1703)

## Condes de Oxford e Conde Mortimer (1711)
O título Conde de Oxford e Conde Mortimer foi criado no Pariato da Grã-Bretanha para Robert Harley em 1711. Foi extinto em 1853.

## Condes de Oxford e Asquith (1925)
Após a extinção dos condes de Oxford e dos condes Mortimer, o ex-primeiro-ministro H. H. Asquith fez questão de escolher "Conde de Oxford" para seu próprio título. Como um condado era então tradicional para ex-primeiros-ministros e Asquith tinha várias ligações com a cidade de Oxford, parecia uma escolha lógica e contava com o apoio do rei. A proposta ofendeu muito os descendentes dos condes e, face à sua oposição, outro título teve de ser escolhido - "Conde de Oxford e Asquith".